# Вудага (річка)
Вудага (біл. Вудага) — річка в Чериковському районі Могильовської області Білорусі, права притока річки Сож (басейн Дніпра).
Довжина річки 37 км. площа водозбору 261 км². Середній нахил водної поверхні 1,2 м/км. Середня витрата води 1,5 м³/с. Витік річки знаходиться за 2 км в напрямку на північ від села Селище, гирло біля північно-східної околиці міста Чериков. Долина річки у верхів'ї нечітка, нижче села Житній трапецієподібна, шириною 400-600 м, в гирлі до 1 км. Заплава двостороння, шириною 100-150 м. русло Вудаги звивисте. Ширина русла в нижній течії становить до 15 м.
Основні притоки — Козел (Вудажка) (ліва), Мала Вудажка (права).
Біля річки села Селище, Забочев, Житній, Юний Орач, Тур'є. Біля села Победа у басейні Вудаги, на притоці річки Мала Вудажка, ставок.